# Программа «Памятники, изобразительное искусство и архивы»

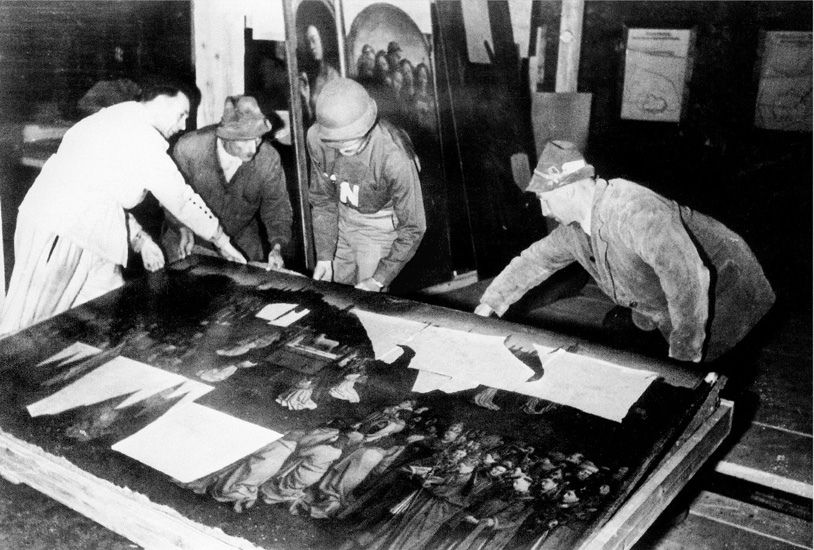
Гентский алтарь после извлечения из соляной шахты в Альтаусзее. 1945

Программа «Памятники, изобразительное искусство и архивы» (англ. Monuments, Fine Arts, and Archives program) — проект США, действовавший с 1943 по 1946 год, во время и после Второй мировой войны, для защиты культурных ценностей в зоне военных действий. Группа из около 400 гражданских лиц, искусствоведов и хранителей музеев работала с вооружёнными силами для защиты исторических и культурных памятников от последствий войны. Они разыскивали и возвращали украденные и спрятанные нацистами произведения искусства и другие предметы культурного значения.

## В культуре
В 2014 году вышел посвящённый программе фильм «Охотники за сокровищами»